# Mira (альбом)
Mira — студійний альбом польської блюзової виконавиці Міри Кубасинської, записаний за участі музикантів гурту Breakout у 1971 році.

## Перелік пісень
1. Do kogo idziesz
2. W co mam wierzyć
3. Tysiąc razy kocham
4. Zapytam ptaków
5. Kwiaty nam powiędły
6. A miałeś przyjść
7. Byłeś we śnie tylko
8. Luiza
9. Miałam cały świat

## Склад гурту
- Міра Кубашіньська — вокал
- Тадеуш Налепа — гітара
- Єжи Голенівський — бас-гітара
- Тадеуш Тржинський — гітара
- Ян Мазурек — ударні